# Josef Schovanec
|  | No s'ha de confondre amb Jozef Chovanec. |

Josef Schovanec   (Charenton-le-Pont, 2 de desembre de 1981), dels pares txecs, és un filòsof, escriptor, i viatger francès, autista i activista per la dignitat dels autistes.
Després d'una difícil escolarització, es va llicenciar al Sciences Po Paris, després d'obtenir un doctorat en filosofia i ciències socials a l'EHESS. És políglot, ja que parla més de set idiomes incloent persa, hebreu i amhàric. Va descobrir altres cultures i comparteix els seus descobriments, entre d'altres, en la seva columna a Europe 1, Voyages en Autistan (Viatges a Autistan). És autor de quatre llibres biogràfics i històries de viatges sobre el tema de l'autisme, incloent-hi la seva autobiografia Je suis à l'Est! (Jo soc a l'Est!). També realitza traduccions i manté columnes escrites i orals en programes de ràdio. Actua un paper recurrent en la sèrie de televisió francesa Vestiaires des de la quarta temporada.
Des de 2007, Josef Schovanec ha impartit nombroses conferències i cursos de formació en l'àmbit de l'autisme. Conegut per la seva particular veu, sentit de l'humor, cortesia, franquesa i lògica, sovint testifica el que experimenta i observa com una «persona amb autisme». Alguns diaris i escriptors el presenten com un dels portaveus de l'autisme a França, però ell diu que «no representa a ningú» i ha assumit aquest paper malgrat ell mateix. Està a favor d'una societat més inclusiva per a les persones amb autisme i fa èmfasi en els beneficis dels viatges.
Com a doctor en sociologia i filosofia, estudia els fenòmens de creença.

## Biografia
Amb el seu retard del llenguatge (comença a parlar a partir dels sis anys), Josef Schovanec no és considerat apte per a passar el Cours préparatoire. Aprèn a llegir i escriure abans de parlar. Supera la seva educació amb dificultats. Era exclòs dels jocs de grup i patia brutalitat física per part d'altres estudiants. Ell diu que tornava després de la classe «cobert de fang i amb la roba estripada». Durant la seva infància, va passar les seves vacances a la Suïssa alemanya i als Alps.
Li era difícil aprendre gestos comuns, com ara posar-se un abric o baixar una escala. Parlava amb gran cortesia amb els seus companys de classe, era un apassionat de l'antic Egipte, l'observació de floridures, i el procés de fossilització, i diu que s'amagava en racons tranquils i foscos (sota llits o lavabos) fins a migdia. El seu absentisme és especialment important en CM1 i en 4t. La seva situació va millorar durant els seus anys de lycée. Les matemàtiques formen la seva disciplina favorita, i va considerar fer la carrera de matemàtiques. Va obtenir el seu bac S (en ciències) als 17 anys, amb una nota molt bona. Va ingressar a l'Institut d'Estudis Polítics de París (Sciences Po Paris), exempt del pas de l'examen d'admissió gràcies a la seva menció al bac. Va passar el curs 2000-2001 a Mannheim, Alemanya.
Quan va tornar d'Alemanya a l'agost de 2001, va consultar una oficina psiquiàtrica amb l'esperança de rebre un entrenament personal per resoldre les seves dificultats de relacions socials. Això es tradueix en una prescripció d'amisulprida, seguida d'aripiprazol, olanzapina i risperidona, patint molts dels seus efectes secundaris. A causa d'un diagnòstic erroni, és considerat esquizofrènic. Va defensar el seu DEA el 2003, però va acabar amb dificultat la seva memòria en pensament polític a causa de les seves receptes de neurolèptics; ell afirma que «amb algunes pastilles, dormia gairebé sempre», i afegeix que no té cap record de l'any 2004. Finalment, als 22 anys (o al voltant de 2005), va ser diagnosticat de síndrome d'Asperger, però va continuar prenent els neurolèptics prescrits durant dos anys, abans de deixar d'aquestes consultes i medicació inadequades el 2007.
Doctor i investigador en filosofia i ciències socials (a l'Escola d'Estudis Superiors en Ciències Socials (EHESS), i en particular a la Universitat de Bucarest), dedica la seva tesi de filosofia alemanya (defensada el 2009 sota la direcció de Heinz Wismann) al pensament i la teologia de Martin Heidegger a França. Va estudiar alemany, anglès i després grec antic al collège i al lycée. Més endavant es va incorporar a l'Institut Nacional de Llengües i Civilitzacions Orientals (Langues O') per cursar cursos d'hebreu, àzeri i amhàric, entre d'altres, després a París III per a un curs de sànscrit, i a l'Institut Catòlic de París per a cursos de gueez. Va viatjar a molts països per fer cursos d'idiomes. Assisteix a universitats o està convidat a conferències celebrades a Alemanya, Canadà, Estònia, Estats Units d'Amèrica, Romania, Rússia, Suïssa, Tunísia (a Tunis, on va ser estudiant) i a l'Orient Pròxim, entre d'altres. Va aprendre l'àrab clàssic al Sultanat d'Oman.
És políglot, ja que parla francès, txec, anglès, alemany, persa i hebreu amb fluïdesa, amhàric, àrab, arameu, xinès, àzeri i sànscrit amb menys fluïdesa, i una mica d'estonià. Està interessat en cultures i idiomes, especialment orientals. Malgrat aquest coneixement, «sempre fracassa en les seves entrevistes de feina».
A finals de 2006, es va convertir per casualitat en l'ajudant d'Hamou Bouakkaz, encarregat de la discapacitat a l'Ajuntament de Paris, cec de naixement, que el va contractar sense una entrevista laboral. Es va beneficiar d'alguns privilegis a causa de la seva discapacitat, com l'exempció de reunions. Va perdre aquesta feina el 2014, quan va arribar Anne Hidalgo.
El 4 d'octubre de 2018, va rebre el doctorat honris causa per part de la Universitat de Namur, per recompensar el seu treball sobre intel·ligència col·lectiva.

### Activisme i accions en el camp de l'autisme

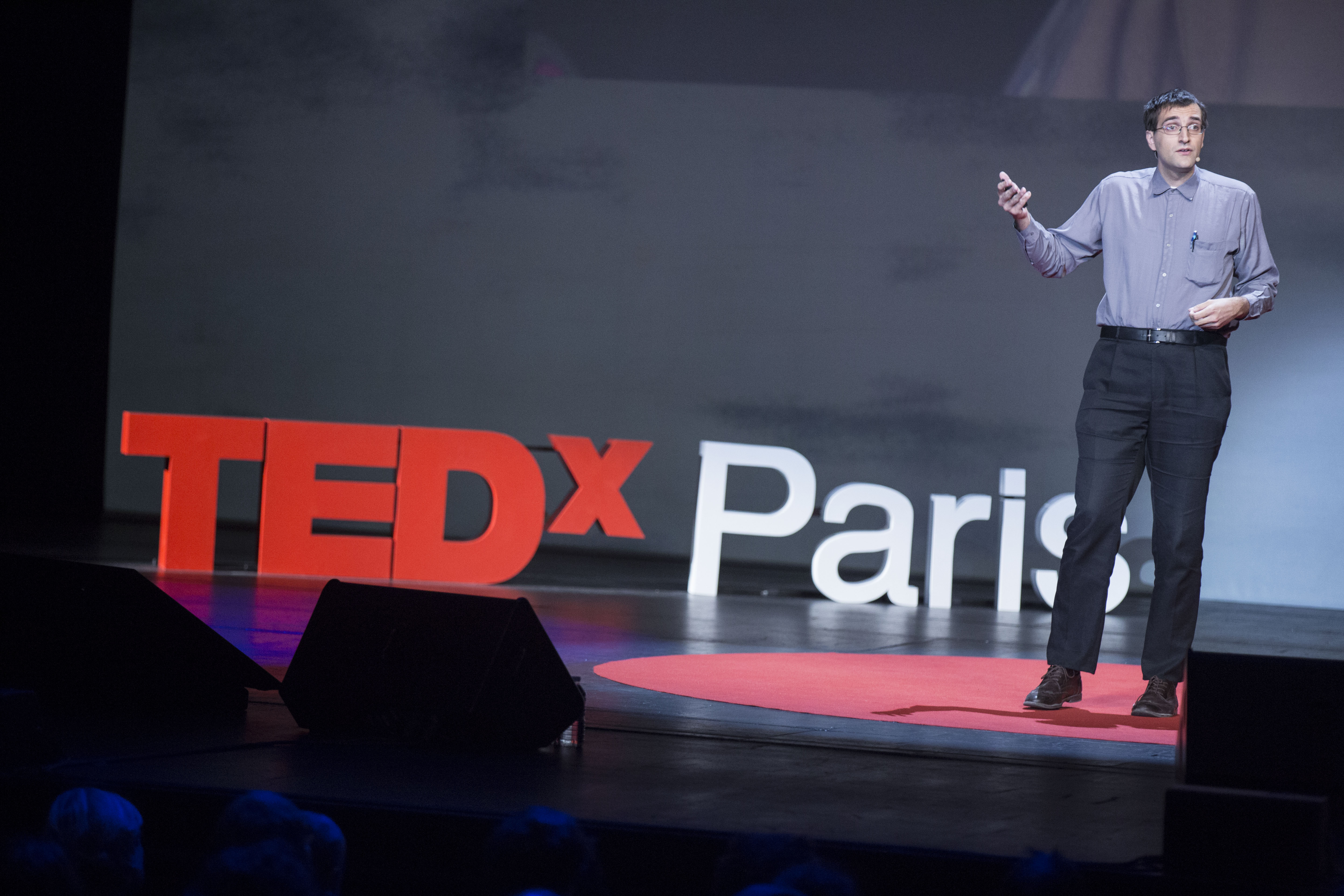
Josef Schovanec a una conferència TED a París

Josef Schovanec participa regularment en campanyes de sensibilització per a l'autisme. Va passar la primera vegada en una ràdio associativa a principis de 2007, i va ser convidat en moltes cadenes de televisió entre novembre de 2007 i novembre de 2009. L'autisme es va declarar «Gran causa nacional» el 2012, va pronunciar una conferència al Collège de France al de juny, i va mostrar la seva lluita per millorar la inclusió de persones autistes en la societat francesa. Va participar del documental-ficció Le Cervau d'Hugo (El cervell d'Hugo) de Sophie Révil en aquell mateix any. El diari Le Monde li va dedicar un article per aquest motiu.
A l'abril de 2014, durant una entrevista per televisió al Petit Journal de Yann Barthès per a la promoció del seu segon llibre Éloge du voyage à l'usage des autistes et de ceux qui ne le sont pas assez (Elogis del viatge per l'ús de persones autistes i els que no ho són prou), convida a Ségolène Neuville, secretària d'Estat per a les persones amb discapacitat, per passar un temps amb persones amb autisme per tenir més consciència de la seva causa.
A la Conferència Nacional de la Discapacitat del dia 19, va rebre una missió del Ministeri de Salut sota la direcció de Ségolène Neuville, relativa a la integració professional dels adults amb autisme. Es manifesta a favor del desenvolupament de l'entrenament laboral i l'adaptació dels entorns laborals a les necessitats específiques de les persones amb autisme. A finals de 2018, recolza una prova pilot de suport a l'ocupació al País del Loira.

### Publicacions
Josef Schovanec publica el seu primer llibre Je suis à l'Est! (Jo soc a l'Est!) el 2012, en col·laboració amb Caroline Glorion. Aquesta autobiografia testifica la seva carrera i reflexions sobre les diferències entre persones «no autistes» i «persones amb autisme» com ell mateix diu. El llibre es converteix en un best-seller; és un dels testimonis poc freqüents d'una persona autista publicada a França.
El seu segon llibre, Éloge du voyage à l'usage des autistes et de ceux qui ne le sont pas assez (Elogis del viatge per l'ús de persones autistes i els que no ho són prou) es publica el març de 2014. Parla de les seves estades en territoris desconeguts (Etiòpia, Armènia, Iran, Uzbekistan, Taiwan, ...), els seus descobriments, però també els beneficis terapèutics dels viatges.
A finals de 2015, va publicar el seu tercer llibre, De l'amour en Autistan (De l'amor a Autistan)', que tracta de la vida emocional de les persones amb autisme.
A finals de març de 2016, publica el seu quart llibre, Voyages en Autistan (Viatges a Autistan). La segona part de Voyages en Autistan, extreta de les seves cròniques de ràdio, surt un any després.
A principis del 2017, s'allotja durant cinc mesos a principis de 2017 a una residència d'escriptors a Nova Zelanda. El juliol de 2017, té una columna escrita al diari La Libre Belgique.
El març de 2018 va publicar el seu sisè llibre, un assaig titulat Nous intelligences multiples (Nostres intel·ligències múltiples).

### Ràdio i televisió
Des de 2014, Josef Schovanec és columnista a l'emissió del programa de ràdio Carnets du monde a Europe 1. Des del setembre de 2016, també realitza una columna literària setmanal durant el programa Enter sans frapper (Entreu sense trucar) al canal de ràdio belga La Première (RTBF). Apareix a la sèrie Vestiaires, a France 2 (temporada 4, episodi 23), on interpreta el paper d'un autista obsessionat amb la poesia persa. Rep aquest paper novament a l'episodi Adopte une femme (Adopta una Dona) de la temporada 5. Fa aparicions recurrents fins a la temporada 7 (2017).
El 30 de maig de 2018, va rebre el Premi Audiovisual de l'Associació Planeta Albert Kahn, al Musée de l'Homme de Paris, per recompensar la seva visió del món al programa de ràdio Voyages en Autistan.

## Personalitat
Josef Schovanec és conegut per la seva extrema cortesia, franquesa, lògica, i sentit de l'humor. Es nega a definir-se «per un únic criteri», per exemple, com a llicenciat en Ciències Po o fins i tot com a «persona amb autisme»: 
| «                  | Soc en Josef. El fet que sigui un graduat de Sciences Po o d'una altra institució és com tenir un mucador a la butxaca o no. És allí, però no ens definim en relació amb ell. | » |
| — Je suis à l'Est! | |   |

Descriu la seva forma d'autisme com una de les seves peculiaritats, a la qual es pot afegir el fet de mesurar «aproximadament 1,95 m», així com la seva alta capacitat. Va passar les proves d'entrada de Mensa International el 2000-2001, i va ser membre durant un temps, però va dir que va obtenir resultats «desastrosos» per a algunes proves de QI. El seu antic cap, Hamou Bouakkaz, el descriu com «un noi amb una intel·ligència excepcional, però mai en càlcul».
Segons el psiquiatre Bruno Gepner, ell utilitza amb gust l'ironia, fins i tot amb cert cinisme. Aquest últim afegeix que «encara extremadament estressat per l'entorn social, [ell] té una memòria impressionant per a les llengües i cultures i una consciència aguda de la societat; parla lentament amb una veu aguda i monòtona». Josef Schovanec té una veu lenta, percebuda com un «accent indefinible» i un timbre picat; sovint és freqüent que altres creguin que té l'accent suís.
Josef Schovanec afirma sovint que experimenta ansietat. Intenta evitar situacions potencialment estressants. Va aprendre codis socials per aparentar una semblança de la normalitat, incloent-hi llegir manuals de gestió, però té dificultats per reconèixer la gent. Sovint parla amb construccions gramaticals complexes. Col·lecciona ampolles d'aigua de 50 cl i declara haver après a no parlar d'aquesta passió, que passa per estranya durant les seves entrevistes de treball. Els esforços socials que fa durant les seves interaccions amb altres persones tendeixen a esgotar-lo. Passa molt de temps llegint i navegant per internet. A Je suis à l'Est!, també afirma què té un «món interior» que no comparteix amb els psiquiatres.

### Punt de vista sobre l'autisme
Josef Schovanec afirma que equipara l'autisme amb «una forma diferent de ser» i no amb «una patologia que es cura amb medicaments». Desitja que «persones amb autisme», segons la seva opinió, es puguin tenir en compte «com a persones» i no com a malalts, discapacitats o psicòtics. Ell qüestiona l'exclusió de persones que es desvien de la norma. El psicoanalista Hervé Bentata creu que el seu testimoni «es destaca fortament dels retrats robot de l'autisme».
Està alarmat pel que ha vist visitant hospitals psiquiàtrics francesos i institucions belgues que acullen persones amb autisme. Espera que aquestes persones puguin tenir un lloc a la societat i gaudir d'una qualitat de vida decent. Ell explica haver-se creuat amb diverses persones autistes sensesostre malgrat les seves habilitats (per exemple, per a les llengües), i denuncia la seva taxa de suïcidi, així com l'absència d'un estudi sobre l'esperança de vida de les persones amb autisme. També denuncia una amalgama «imaginària» i freqüent entre l'autisme, la violència i el comportament inadequat. Afegeix que «les persones amb autisme es cansen molt més ràpid que altres perquè han de dur a terme moltes tasques simultàniament. De vegades parlem de cursos dobles o triples per al nen amb autisme a l'escola, que no només ha d'aprendre francès i matemàtiques, sinó també codis socials». Explica que es va adonar que la seva discapacitat també podria ser un benefici durant els exàmens de matemàtiques, que completava molt més ràpid que els seus companys de classe.
Segons ell, «l'espectre autista no té límits ni compartiments», i «no hem de ficar etiquetes al front de la gent». Per tant, qüestiona el seu diagnòstic de «síndrome d'Asperger» a causa del seu retard lingüístic (que no encaixa molt bé amb la síndrome d'Asperger), i va afegir que «moltes persones definides com a Asperger inicialment tenien un perfil molt més profund».
En el seu llibre Je suis à l'Est!, ell denuncia les «no sense rellevància», segons el psicoanalista Jean-Claude Maleval, «tècniques psicoanalítiques no apropiades», però també es lamenta sobre la «guerra» que ha esclatat a França entre els psicoanalistes i «anti-psicoanalistes», que considera en general perjudicial per a les persones amb autisme. Ell evoca humorísticament el període en què es va situar sota «l'estreta de seguretat química», sense rancor contra els professionals de la salut que va veure, només contra aquells que «no volen saber i es neguen a avançar». Es va oposar al packing, que el va qualificar de «pràctica medieval» i «greu violació dels drets humans». Segons ell, l'autisme es pot reconèixer «com un mirall de la societat, els seus dubtes i els seus problemes».
Segons Olivia Cattan, les seves conferències «humorístiques» han posat en dubte alguns estereotips, particularment el que descriu a les persones amb autisme com a bloquejades dins d'un una petita caixa.
Segons les declaracions de Yannick Pinard, un antic educador especialitzat en art-teràpia i autor d'un assaig sobre educació i atenció especialitzada, Josef Schovanec és apreciat com a portaveu d'algunes persones diagnosticades com autistes a França. No obstant això, declara «no representar a ningú» i haver assumit aquest paper «malgrat ell». A més, no té responsabilitats associatives en l'àmbit de l'autisme. Els seus interessos són la història i les llengües antigues, no l'autisme: «[…] l'autisme no és una passió personal, he llegit molt poc sobre aquest tema. Jo explico petites històries, les dels meus amics».

### Punt de vista sobre els viatges
Des de 2016, Josef Schovanec es troba «gairebé sempre viatjant». Recolzant els beneficis terapèutics dels viatges, creu que les persones amb autisme poden, finalment, sentir-se apreciades:
| « | El viatge, millor que qualsevol altra teràpia, fa que els traumes estiguin obsolets. Et sents lletja? Potser vostè forma part com jo de la gent que no està afavorida per la Mare Natura? No importa. El que passa aquí per un defecte pot esdevenir una qualitat en un altre lloc.. | » |

Està a favor del nomadisme i creu que el guany de la societat occidental en el confort material s'acompanya de la pèrdua de la capacitat d'aprendre llengües i de donar la benvinguda als altres. Evoca la bretxa percebuda en l'associació entre la visió popular de l'autisme (persones blocades en bombolles) i els viatges, especificant que les persones amb autisme no viatgen seguint els circuits habituals. Ha visitat molts països (Iran, Uzbekistan, Irlanda, Xina ...), generalment en solitari. Diu que va començar a viatjar gràcies a les llengües que va aprendre, i amb la seguretat que no tenia res a perdre perquè no trobava el seu lloc a França.

### Punt de vista sobre la fe i l'estudi de creences
El 2014, quan se li va preguntar sobre la seva fe, va dir al diari cristià Ombres et lumière: (Ombres i llum): 
| « | Jo tendeixo a seguir els amics del moment, a seguir geogràficament o físicament: a la sinagoga amb amics jueus, a la mesquita amb amics musulmans... Tinc un interès real en les creences de les persones. Les creences són les idees més universals que viatgen de país en país, des cultura en cultura. El fenomen religiós uneix molt més del que separa. | » |

En un programa ecumènic transmès al maig de 2014 a France 2, Kaïros, «Una altra mirada a la discapacitat», va dir, comentant el verset de la primera epístola als corintis: «Déu ha escollit els insensats d'aquest món per confondre els savis»): «Crec que és molt trist ser normal o no ser boig».
Ha llegit molts textos religiosos en el seu idioma original (l'Alcorà en àrab, la Bíblia en hebreu...). Pel que fa a la investigació, Josef Schovanec es va especialitzar en estudis de comparació de religions, en particular el judaisme, l'islam i el budisme; ha publicat en el vincle entre la religió i la tecnologia, i el sentiment religiós en el món contemporani.

## Obres

### Llibres
- Je suis à l'Est! Savant et autiste, un témoignage unique (en francès).  Plon, 2012. ISBN 978-2-259-21886-3.
- Éloge du voyage à l'usage des autistes et de ceux qui ne le sont pas assez (en francès).  Plon, 2014. ISBN 978-2-259-22223-5.
- De l'Amour en Autistan (en francès).  Plon, 2015. ISBN 978-2-259-22947-0.
- Voyages en Autistan: Chroniques des Carnets du monde (en francès).  Plon, 2016. ISBN 978-2-259-24931-7.
- Voyages en Autistan: Chroniques des Carnets du monde, segona part (en francès).  Plon, 2017. ISBN 978-2-259-25304-8.
- Nos intelligences multiples (en francès).  Éditions de l'Observatoire, 2018. ISBN 979-1032900963.
- Je cuisine un jour bleu. Gourmets autistes, recettes et témoignages (en francès).  Terre vivante, 2018. ISBN 978-2360983360. (amb Claude Carat)

### Articles d'investigació
- «Sujet, être, être-là : Heidegger, ou l'être humain entre pensée juive et philosophie grecque» (en francès). Yod, 15, 2010, pàg. 235-259. DOI: 10.4000/yod.677.
- «L'Orient dans l'Occident: la mort dans les religions nouvelles–l'exemple de la religion bahaï et de la théosophie» (en francès). Annales Universitatis Apulensis Series Historica, Spécial 2, 2010, pàg. 223-236.
- «L'entrebâillement du tissu : ruser avec la grammaire dans la pensée d'aujourd'hui». A: La ruse: entre la regle et la triche (en francès).  PUQ - Université du Québec à Montréal. Groupe d'études et de recherches en sémiotique des espaces, 2011, p. 31-49. ISBN 9782760532014.
- «Réflexions sur la scolarisation des élèves autistes à partir d'une expérience» (en francès). La nouvelle revue de l'adaptation et de la scolarisation. I.N.S.H.E.A., abril 2012, pàg. 11-21.
- Posthumanism: Is there a theophany in the computer? Kurzweil and the eternal return of the sacred (Universitat de Bucarest, 2012-2013)[77]
- «Scolarisation et devenir socio-professionnel des personnes avec autisme». A: Dunod. Scolariser des élèves avec autisme et TED - Vers l'inclusion (en francès), 2012, p. 13-28 (Psychologie et pédagogie). ISBN 9782100575336.
- «The Power of Heroes and Gods: The Sacred North in Ancient Semitic and Indian Cultures» (en anglès). Eleanor Rosamund Barraclough; Danielle Cudmore & Stefan Donecker (Hgg.): Imagining the Supernatural North, Beiträge zum zirkumpolaren Norden 3, 2014.

### Traduccions
- Attwood, Tony. Le syndrome d'Asperger: guide complet (en francès). Traducció: Josef Schovanec (de l'anglès al francès).  De Boeck Supérieur, 2009 (Questions de personne. Série TED). ISBN 9782804106232.
- Shore, Stephen M; Rastelli, Linda G. Comprendre l'autisme pour les nuls (en francès). Traducció: Josef Schovanec i Caroline Glorion (de l'anglès al francès).  Éditions First, 205. ISBN 2-7540-6581-4.
- Willey, Liane Holliday. Vivre avec le syndrome d'Asperger; un handicap invisible au quotidien (en francès). Traducció: Josef Schovanec (de l'anglès al francès).  Armando Editore,, 2010 (Questions de personne. Série TED). ISBN 29782804101046.

## Teatre
- Is There Life on Mars, d'Héloïse Meire i Cécile Hupin. Companyia What's up?! Premi de la crítica 2016-2017.

## Filmografia
Josef Schovanec també ha aparegut en documentals com:
- 2011: Autisme, l'espoir, de Natacha Calestrémé.
- 2012: Le Cerveau d'Hugo, de Sophie Révil.
- 2014: Mon univers à part, de Sophie Robert i Alexandre Dinaut.
- 2015: Autistes : une place parmi les autres?, de Marina Julienne i Martin Blanchard.
- 2015: Notre intelligence dévoilée, d'Amine Mestari.
- 2016: Joe, de Tarik Ben Salah.

### Entrevistes
- Entrevista realitzada per Maïtena Biraben com a part del programa setmanal Écran total a RTS Un (video) (francès)